# Verborgen knopgalwesp
De verborgen knopgalwesp (Callirhytis bella) is een vliesvleugelig insect uit de familie van de echte galwespen (Cynipidae). De wetenschappelijke naam van de soort is voor het eerst geldig gepubliceerd in 1930 door Dettmer.